# Circondario di Bandiagara
Il circondario di Bandiagara è un circondario del Mali facente parte della regione di Mopti. Il capoluogo è Bandiagara.

## Geografia antropica

### Suddivisioni amministrative
Il circondario di Bandiagara è suddiviso in 21 comuni:
- Bandiagara
- Bara Sara
- Borko
- Dandoli
- Diamnati
- Dogani Béré
- Doucombo
- Dourou
- Kendé
- Kendié
- Lowol Guéou

- Métoumou
- Ondougou
- Pelou
- Pignari
- Pignari Bana
- Sangha
- Ségué-Iré
- Soroly
- Timniri
- Wadouba